# Anne-Marie Hermansson
Anne-Marie Hermansson, född 1945, är en svensk forskare inom bioteknik och livsmedelsteknik.

## Biografi
Hermansson tog civilingenjörsexamen i kemiteknik 1968 vid Chalmers tekniska högskola, disputerade vid Lunds tekniska högskola 1974, varefter hon där blev docent i livsmedelsteknologi. 1976 anställdes hon vid Institutet för Livsmedel och Bioteknik (SIK), där hon senare blev enhetschef för SIK:s verksamhet inom struktur- och materialdesign. 1982 blev hon docent vid Chalmers och 1991 adjungerad professor vid Chalmers. Från 2 juli 2007 är hon professor i strukturerade biomaterial vid Chalmers.
Hennes forskningsområde gäller biopolymerer och dessas struktur och dynamik, samt forskning kring biomaterial med koppling till livsmedel.
Under perioden 1 februari 2010 till 30 november 2012 var Anne-Marie Hermansson vicerektor med ansvar för Chalmers styrkeområden.

## Utmärkelser
- 1998 invald som ledamot av Ingenjörsvetenskapsakademien (IVA).

- 2002 ledamot av Kungliga Vetenskapsakademien, första kvinna som invalts i klassen för teknik.[4]
- 2007 tilldelad IVA:s guldmedalj.[3]

- 2016 tilldelad Chalmersmedaljen för sin värdefulla insatser med att bygga upp Chalmers styrkeområden, ha varit en betydelsefull brygga mellan Chalmers, industriforskningsinstitut och industri, och ha verkat för att belysa vetenskapens roll i samhället och den forskning som krävs för att möta globala utmaningar för tillväxt och en hållbar utveckling.[6]
- 2021 tilldelad Karl Clason Rheology Award av Nordiska Reologisällskapet (NRS)(en).[7][8]